# Compsodecta
Compsodecta is een geslacht van spinnen uit de familie springspinnen (Salticidae).

## Soorten
De volgende soorten zijn bij het geslacht ingedeeld:
- Compsodecta defloccata (Peckham & Peckham, 1901)
- Compsodecta grisea (Peckham & Peckham, 1901)
- Compsodecta haytiensis (Banks, 1903)
- Compsodecta maxillosa (F. O. P.-Cambridge, 1901)
- Compsodecta montana Chickering, 1946
- Compsodecta peckhami Bryant, 1943